# Borgo Virgilio
Borgo Virgilio (lombardul: Borgh Vergili) település Olaszországban, Lombardia régióban, Mantova megyében. Lakosainak száma 14 857 fő (2023. január 1.). Borgo Virgilio Mantova, Bagnolo San Vito, Motteggiana, Viadana, Marcaria és Curtatone községekkel határos.

## Népesség
A település népességének változása:
| Lakosok száma | 14 655 | 14 697 | 14 857 |
|               | 2017   | 2018   | 2023   |

 2014-ben Borgoforte és Virgilio egyesülésével jött létre.